# Kulturcentrum Ronneby konsthall

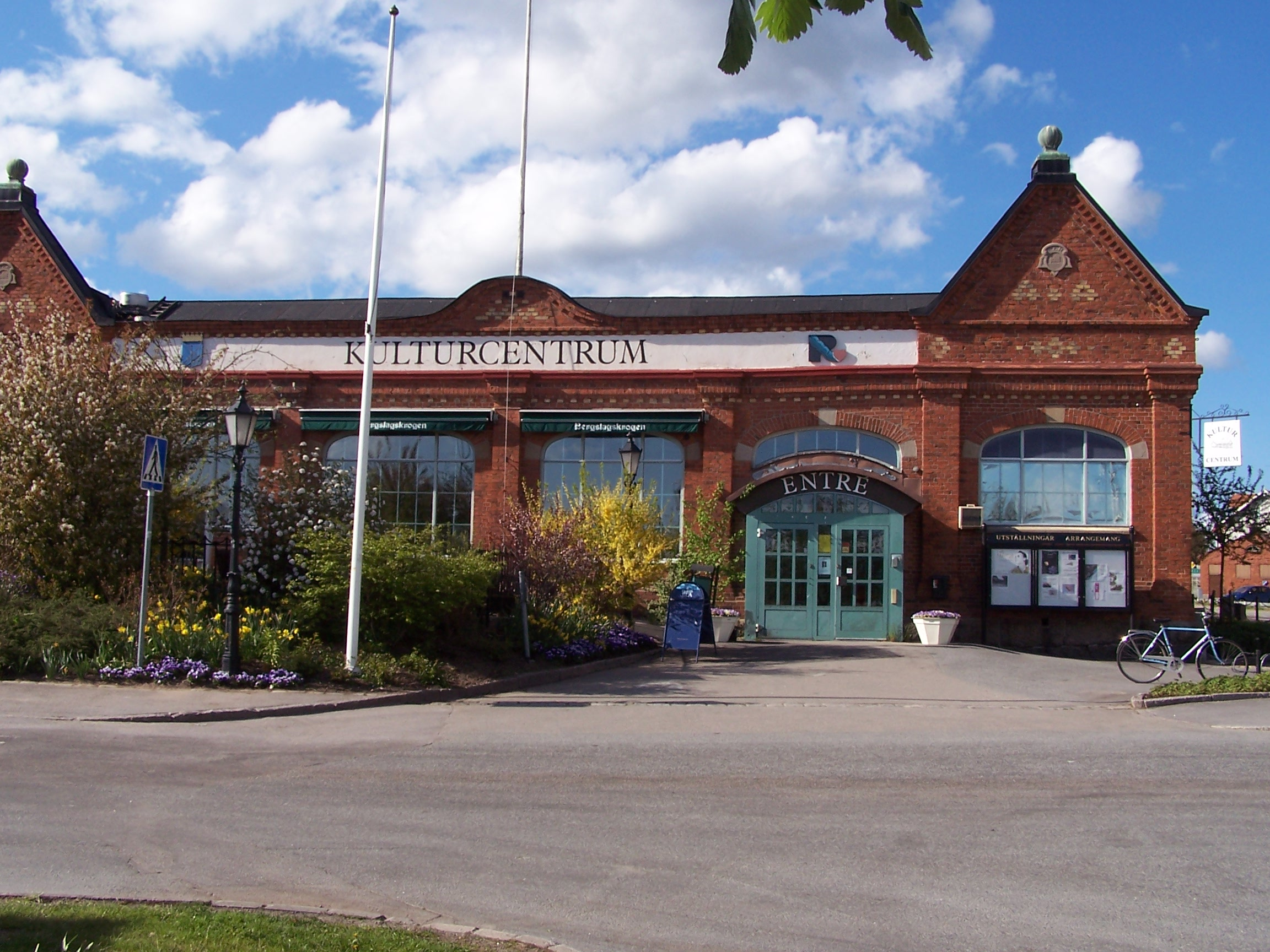
Kulturcentrum i Ronneby 2005.

Kulturcentrum Ronneby konsthall är en kommunal konsthall och samlingsplats för konst och kultur i Ronneby. Lokalerna finns en i byggnad som tillhört Kockums Emaljerverk. Inom verksamheten ryms konstutställningar, föreläsningar, konserter och en kommunal musikskola.